# В смузі прибою
В смузі прибою (рос. В полосе прибоя) — радянський художній фільм 1990 року, знятий режисером Ольгердом Воронцовим.

## Сюжет
Дія фільму відбувається восени 1989 року. У приморському містечку під час нападу на інкасаторів вбивають міліціонера, який приїхав з Москви розслідувати серію подібних збройних нападів. Для розслідування цієї справи з Москви прибуває друг загиблого, майор Ровнін.
В ході слідства виявляється, що приїзд майора, про який знали лише двоє: начальник карного розшуку Семенцов і лейтенант Лозова — явно комусь дуже заважає…

## У ролях
- Володимир Кузнецов — майор Владимир Ровнін
- Ірина Цивіна — лейтенант Світлана Сергіївна Лозова
- Андрій Болтнєв — начальник карного розшуку, підполковник Костянтин Іванович Семенцов
- Валерій Баринов — бандит по кличці Кот, в миру — Бородулін
- Юрій Астаф'єв — капітан Олексій Евстифеєв
- Валентина Березуцька — тітка Поля, вахтер гуртожитку
- Тетяна Панкова — баба Клава
- Володимир Кабалін — оперативник
- Леонід Неведомський — генерал
- Рим Аюпов — сторож, бандит
- Віктор Соловйов — бандит по кличці Високий
- Ізіль Заблудовський — лжесвідок
- Олена Драпеко — сусідка Ровніна
- Семен Фурман — Коля, власник викраденої бандитами «Ниви»
- Валентина Березуцька — тітка Поля

## Знімальна група
- Сценаріст : Едгар Дубровський
- Режисер : Ольгенд Воронцов
- Оператор : Володимир Макеранець
- Композитор : Сергій Сідельников
- Художник : В'ячеслав Панфілов